# 浜町駅
浜町駅（はまちょうえき）は、東京都中央区日本橋浜町二丁目にある、東京都交通局（都営地下鉄）新宿線の駅である。中央区最東端の駅。駅番号はS 10。
明治座前（めいじざまえ）の副駅名があるが、現在は車内自動放送のみで用いられる。

## 歴史
新宿駅寄りの一部は、並行する単線シールドトンネル間をパイプルーフ（水平鋼管圧入）工法による特殊な切り拡げ工法を使用した（後述、めがね形シールド駅）ほかは、すべて開削工法で建設した。建設中の1976年、当駅付近でナウマンゾウの化石が発見され、「浜町標本」と名づけられた。

### 年表
- 1978年（昭和53年）12月21日：開業。
- 2007年（平成19年）3月18日：ICカード「PASMO」の利用が可能となる[3]。

## 駅構造
島式ホーム1面2線の地下駅。改札口は地下1階、ホームは地下3階にある。駅ホームは半径510 mの曲線上にある。

### 建設概要
当駅部は「浜町工区」にあたり、清洲橋通り橘町交差点から浜町公園を横切った隅田川手前付近まで、延長552.5 mの工区である。都営浅草線との交差部を含む馬喰横山駅寄り117.0 mは開削工法、それ以外は単線シールドトンネル2本で278.0 mを施工したが、浜町公園の地下に開削工法で構築する当駅停留場部は延長157.5 mのみで、10両編成に対応した210.0 mの有効長が確保できない。このため、本線シールドトンネル間（トンネル外径 7.5 m・ホーム幅員約10 m）を延長62.5 mにわたって切り拡げることで島式ホームとしたものである（めがね形シールド駅）。
ただし、当工区は軟弱な地盤地帯であり、さらに施工場所は多数の建物の直下に位置し、注意を払わないと地上建物に大きな影響を及ぼす厳しい条件下となった。建設にあたっては、地上建物20棟に薬液注入による地盤改良またはアンダーピニング（基礎受け替え）など防護工の施工が行われた。
切り拡げ部は、シールドトンネル掘削後に切り拡げ部の地山（トンネル上部）に鋼管を圧入し、支保工（鋼管支持壁）で支持しながらシールドトンネル間の掘削を行う「パイプルーフ工法（水平鋼管圧入工法）」を採用した。太さ約1.2 m（厚さ19 mm）の鋼管14本を、切り拡げ区間上部の水平方向に、施工区間62.5 mに余裕を持たせた延長75.0 m（8 m長の鋼管を9本繋げる）にわたって油圧ジャッキで圧入する。強度を高めるため、14本中10本の鋼管内に中詰めコンクリートを打設（残り4本は上床版コンクリート打設後に実施）、シールドトンネル底面にインバートコンクリートの打設とシールドトンネル間に掘削用の切り梁を圧入する。
シールドトンネル内は切り拡げ部のセグメントを取り外す必要から、内部に支保工を架設した。並行するシールドトンネル間に、水平鋼管を支える支持壁を5基構築し、切り拡げ区間を5ブロックに分けて、ブロック間を1つ置きに掘削した。掘削完了後、下床版コンクリート（プラットホーム基礎）打設、駅の柱となる鋼管柱建て込み、水平鋼管と駅構築上部間に上床版コンクリートを打設する。すべてのブロック掘削完了後、トンネル内の支保工と支持壁を解体、プラットホームコンクリート打設、駅内装工事を施工した。
当工区で使用したシールドマシンは手掘り式（作業員が人力で掘削する）の開放形で、軟弱地盤に対応できるブラインドシールド対応型である。この切り拡げ区間のセグメントブロックは、駅構築として使用する箇所は鋳鉄（ダクタイル）セグメントを、切り拡げ時に撤去する箇所は軽量な鋼製セグメント（混成リングセグメント）を使用した。

### のりば
| 番線 | 路線       | 行先              |
| ---- | ---------- | ----------------- |
| 1    | 都営新宿線 | 新宿・ 京王線方面 |
| 2    | 都営新宿線 | 本八幡方面        |

（出典：都営地下鉄:駅構内図）

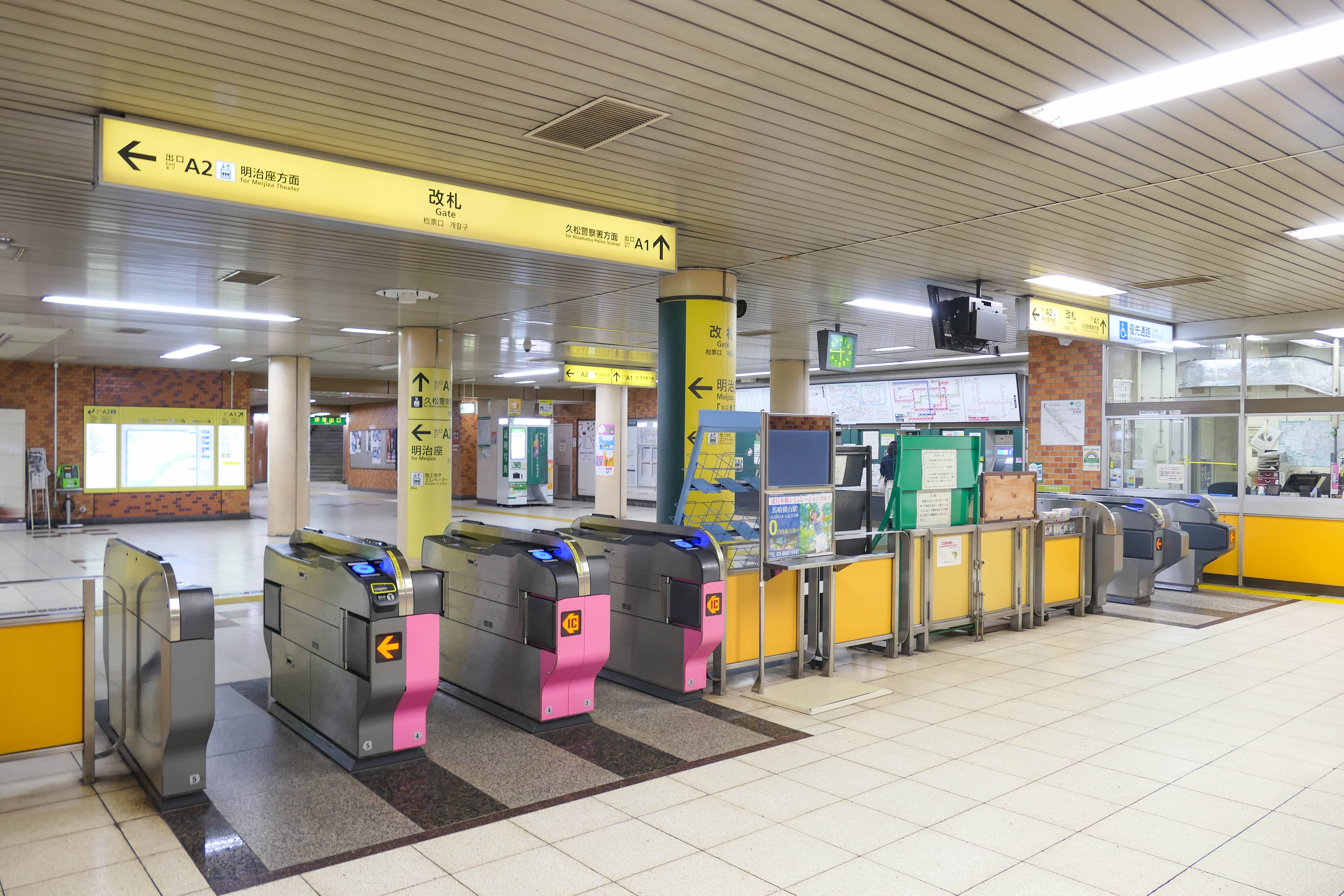
改札口（2022年11月）
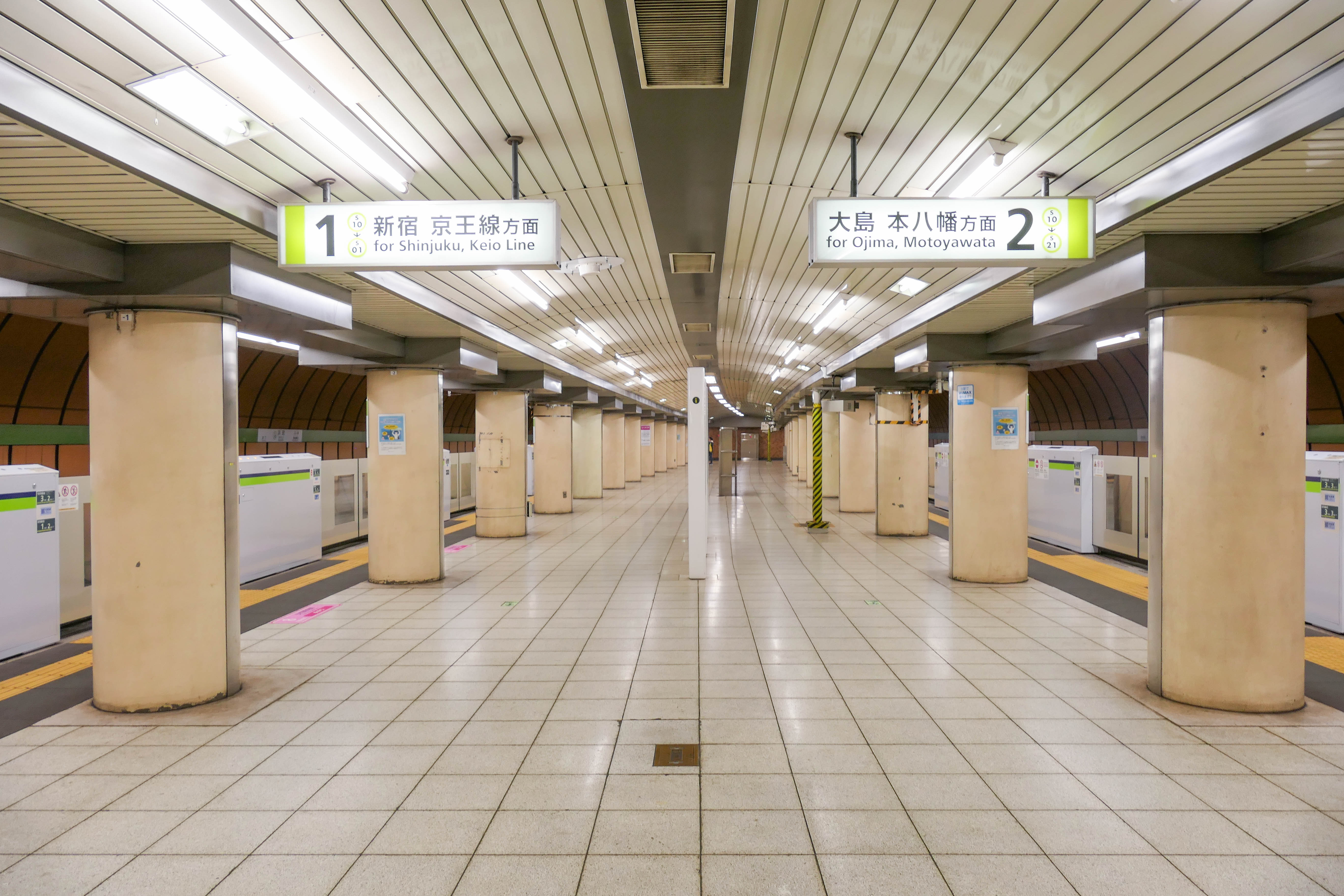
ホーム（2022年11月）

## 利用状況
2023年（令和5年）度の1日平均乗降人員は20,676人（乗車人員：10,281人、降車人員：10,395人）である。都営新宿線では最も少なく、急行停車駅である両隣駅の馬喰横山駅・森下駅と比較すると半分未満の数値である。
各年度の1日平均乗降・乗車人員数の推移は下表の通り。
| 年度               | 1日平均 乗降人員 | 1日平均 乗車人員 | 出典     |
| ------------------ | ---------------- | ---------------- | -------- |
| 1990年（平成02年） |                  | 8,945            | [ * 1 ]  |
| 1991年（平成03年） |                  | 8,653            | [ * 2 ]  |
| 1992年（平成04年） |                  | 8,688            | [ * 3 ]  |
| 1993年（平成05年） |                  | 9,726            | [ * 4 ]  |
| 1994年（平成06年） |                  | 9,773            | [ * 5 ]  |
| 1995年（平成07年） |                  | 9,784            | [ * 6 ]  |
| 1996年（平成08年） |                  | 9,266            | [ * 7 ]  |
| 1997年（平成09年） |                  | 9,326            | [ * 8 ]  |
| 1998年（平成10年） |                  | 9,759            | [ * 9 ]  |
| 1999年（平成11年） | 19,992           | 9,656            | [ * 10 ] |
| 2000年（平成12年） |                  | 9,649            | [ * 11 ] |
| 2001年（平成13年） |                  | 9,715            | [ * 12 ] |
| 2002年（平成14年） |                  | 9,751            | [ * 13 ] |
| 2003年（平成15年） | 20,197           | 9,716            | [ * 14 ] |
| 2004年（平成16年） | 19,690           | 9,556            | [ * 15 ] |
| 2005年（平成17年） | 19,960           | 9,663            | [ * 16 ] |
| 2006年（平成18年） | 20,534           | 9,885            | [ * 17 ] |
| 2007年（平成19年） | 21,204           | 10,280           | [ * 18 ] |
| 2008年（平成20年） | 21,413           | 10,514           | [ * 19 ] |
| 2009年（平成21年） | 20,863           | 10,278           | [ * 20 ] |
| 2010年（平成22年） | 21,187           | 10,460           | [ * 21 ] |
| 2011年（平成23年） | 21,427           | 10,619           | [ * 22 ] |
| 2012年（平成24年） | 21,193           | 10,456           | [ * 23 ] |
| 2013年（平成25年） | 21,074           | 10,447           | [ * 24 ] |
| 2014年（平成26年） | 21,381           | 10,794           | [ * 25 ] |
| 2015年（平成27年） | 21,395           | 10,577           | [ * 26 ] |
| 2016年（平成28年） | 21,938           | 10,866           | [ * 27 ] |
| 2017年（平成29年） | 22,335           | 11,060           | [ * 28 ] |
| 2018年（平成30年） | 23,189           | 11,481           | [ * 29 ] |
| 2019年（令和元年） | 23,188           | 11,507           | [ * 30 ] |
| 2020年（令和02年） | 16,408           | 8,180            |          |
| 2020年（令和02年） | 16,408           | 8,180            |          |
| 2021年（令和03年） | 16,602           | 8,263            |          |
| 2022年（令和04年） | 18,635           | 9,266            |          |
| 2023年（令和05年） | 20,676           | 10,281           |          |

## 駅周辺
駅は浜町公園内にある。周囲は、日本橋浜町（一丁目 - 三丁目） である。駅周辺にある施設は、各町の記事を参照されたい。
2013年3月1日より2016年4月8日まで、A2出口近くに水天宮が日本橋蛎殻町より遷座していた。
なお、駅出入口はA1・A2の2か所ある。
至近距離に人形町駅もある。

## バス路線
最寄りのバス停留所は、清洲橋通り上にある久松町と浜町駅(明治座前)、浜町二丁目明治座前であり、共に同じ位置に設置されている。以下の路線バスが乗り入れ、東京都交通局、日立自動車交通、日の丸自動車興業により運行されている。
久松町
- 都営バス
  - 秋26系統：葛西駅前行

浜町駅（明治座前）
- 日立自動車交通
  - 江戸バス北循環：中央区役所行[14]

浜町二丁目明治座前
- 日の丸自動車興業
  - メトロリンク日本橋Eライン（無料巡回バス）：地下鉄水天宮前駅・東京駅八重洲口方面[15]

## 隣の駅
東京都交通局（都営地下鉄）
 都営新宿線
■急行
通過
■各駅停車
馬喰横山駅 (S 09) - 浜町駅 (S 10) - 森下駅 (S 11)